# Eduard Graeffe
Eduard Graeffe (* 27. Dezember 1833 in Zürich; † 23. April 1916 in Laibach) war ein Zoologe und Naturforscher.

## Leben
Eduard Graeffe wurde in Zürich geboren, wo er seine Kindheit und Jugend verbrachte. Sein Vater Karl Heinrich Gräffe war Schüler von Carl Friedrich Gauß und Professor für Mathematik und Mechanik. Angeregt durch seine Mutter und die Schullehrer, fand Graeffe früh Interesse an Untersuchungen der Natur. Er begann im Sommersemester 1853 ein Hochschulstudium der Medizin und Naturwissenschaften an der Universität Zürich. Während seiner Studienzeit lernte er den Hamburger Fabrikanten Heinrich Adolph Meyer kennen, der sich für Meereskunde interessierte. Mit ihm verbrachte Graeffe einen Studienaufenthalt in Nizza, wo er die dortigen Seetiere untersuchte. Die Ergebnisse dieser Studien führten zu seiner Promotion, er wurde am 15. März 1859 zum Doktor ernannt. Im Herbst 1859 folgte er H. A. Meyer nach Hamburg, wo er Meerestiere erforschte und mit dem Kaufmann Cesar Godeffroy in Kontakt kam.
Im Auftrag von J. C. Godeffroy & Sohn fuhr Graeffe Anfang Oktober des Jahres 1861 an Bord der Bark Sophie von Hamburg ab, um die Natur der Samoainseln zu erforschen. Er erreichte Anfang 1862 zunächst Sydney in Australien. Nach einem Aufenthalt fuhr er mit dem Schiff weiter nach Apia, wo er seine Naturforschungen und Sammlungstätigkeiten begann. Gesammelte Objekte für das neu eröffnete Museum Godeffroy schickte Graeffe per Schiff nach Hamburg. Ausgehend von Apia unternahm der Forscher Reisen zu verschiedenen Südseeinseln, darunter die Mac Keansinsel, die Inselgruppe der Fidschiinseln und die Inseln des Tongaarchipels. Zu diesen Fahrten veröffentlichte er Reiseberichte.
Nach zehn Jahren im pazifischen Raum fuhr Graeffe mit dem Schiff Wandrahm zurück nach Hamburg. Godeffroy plante die Herausgabe eines Journals über die Südsee und bot ihm die Übernahme der Redaktion an. Graeffe willigte ein und wurde Redakteur des Journal des Museum Godeffroy. Er veröffentlichte darin weitere Aufsätze zu den Ergebnissen seines Forschungsaufenthalts auf Samoa und redigierte verschiedene Berichte von anderen Forschern.
Um 1873 geriet Godeffroy mit seinen Unternehmungen zunehmend in wirtschaftliche Schwierigkeiten und das Journal des Museums kam verstärkt unter Einfluss des Verlegers Ludwig Friederichsen. Das bewog Graeffe seine Tätigkeit in Hamburg aufzugeben und die Stellung des Direktors des Aquariums in Wien anzunehmen. Dort angekommen, traf er bald seinen Freund aus der Studentenzeit Carl Claus wieder, der zusammen mit Franz Eilhard Schulze plante, eine Station für zoologische Forschungen an der Adria aufzubauen. Graeffe beendete seine Tätigkeit für das Wiener Aquarium und wurde zum Inspektor der neuen zoologischen Station in Triest ernannt. Ab 1875 richtete er die Station ein und begann eine Seetiersammlung der Adria zusammenzutragen. Er verfasste Arbeiten über die Fauna des Golfes von Triest.
Eduard Graeffe war verheiratet mit Maria Rosa Pancol (* 1838) und hatte einen Sohn (Eduard, * 1864).

## Veröffentlichungen
- Beobachtungen über Radiaten und Würmer in Nizza. Druck von Zürcher und Furrer, Zürich 1858 (catalog.hathitrust.org – Dissertation).
- Das Süßwasser-Aquarium. Kurze Anleitung zur besten Construction der Aquarien und Instandhaltung derselben, sowie Schilderung der Süßwasserthiere. Otto Meißner, Hamburg 1861 (catalog.hathitrust.org).
- Eine Reise nach der Mac-Keans-Insel. In: Vierteljahrsschrift der Naturforschenden Gesellschaft in Zürich. Neunter Jahrgang. Drittes Heft. In Commission bei S. Höhr, Zürich 1864, S. 205–217 (ngzh.ch).
- Reisen nach verschiedenen Inseln der Südsee. Buchdruckerei der J. G. Cotta’schen Buchhandlung, Augsburg 1868, doi:10.3931/e-rara-8834.
- Reisen im Innern der Insel Viti-Levu. Druck von Zürcher und Furrer, Zürich 1868 (Digitalisat).
  - Die Kolonisierung der Viti-Inseln und Dr. Eduard Graeffe’s Reise im Innern von Viti-Levu. In: August Petermann (Hrsg.): Mittheilungen aus Justus Perthes’ geographischer Anstalt über wichtige neue Erforschungen auf dem Gesammtgebiete der Geographie. Band 1869, Nr. II, S. 59–69 (Digitalisat – Die Einleitung beschreibt die Kolonisierung).
- Samoa oder die Schifferinseln. In: Journal des Museum Godeffroy. Band 1, Heft 1. L. Friederichsen & Co., Hamburg 1873, I. Abschnitt: Topographie von Samoa, S. 1–32 (biodiversitylibrary.org).
- Vogelbälge von Huahine. In: Journal des Museum Godeffroy. Band 1, Heft 1. L. Friederichsen & Co., Hamburg 1873, S. 48–51 (biodiversitylibrary.org).
- Samoa oder die Schifferinseln. In: Journal des Museum Godeffroy. Band 1, Heft 2. L. Friederichsen & Co., Hamburg 1873, II. Abschnitt: Die meteorologischen Erscheinungen in Samoa, S. 73–83 (biodiversitylibrary.org).
- Die Carolinen-Insel Yap oder Guap. nach den Mittheilungen von Alf. Tetens und Johann Kubary. In: Journal des Museum Godeffroy. Band 1, Heft 2. L. Friederichsen & Co., Hamburg 1873, S. 84–130 (biodiversitylibrary.org).
- Samoa oder die Schifferinseln. In: Journal des Museum Godeffroy. Band 3, Heft 6, 1873/74. L. Friederichsen & Co., Hamburg 1902, III. Abschnitt: Notizen über die geologischen Verhältnisse Samoa’s, S. 119–122 (biodiversitylibrary.org).
- Samoa oder die Schifferinseln. IV. Abschnitt: Die Eingeborenen in Bezug auf Rassencharakter und Krankheiten. In: Journal des Museum Godeffroy. Heft XIV. L. Friederichsen & Co., Hamburg 1879, S. 225–240 (biodiversitylibrary.org).
- Uebersicht der Seethierfauna des Golfes von Triest nebst Notizen über Vorkommen, Lebensweise, Erscheinungs- und Fortpflanzungszeit der einzelnen Arten. I. Die Echinodermen. In: Arbeiten aus dem Zoologischen Institute der Universität Wien und der Zoologischen Station in Triest. Band 3/3. Alfred Hölder, Wien 1881, S. 333–344 (zobodat.at [PDF]).
- Uebersicht der Seethierfauna des Golfes von Triest nebst Notizen über Vorkommen, Lebensweise, Erscheinungs- und Fortpflanzungszeit der einzelnen Arten. II. Coelenteraten. In: Arbeiten aus dem Zoologischen Institute der Universität Wien und der Zoologischen Station in Triest. Band 4/2. Alfred Hölder, Wien 1882, S. 313–321 (zobodat.at [PDF]).
- Uebersicht der Seethierfauna des Golfes von Triest nebst Notizen über Vorkommen, Lebensweise, Erscheinungs- und Fortpflanzungszeit der einzelnen Arten. III. Coelenteraten. In: Arbeiten aus dem Zoologischen Institute der Universität Wien und der Zoologischen Station in Triest. Band 5/3. Alfred Hölder, Wien 1884, S. 333–362 (zobodat.at [PDF]).
- Uebersicht der Seethierfauna des Golfes von Triest nebst Notizen über Vorkommen, Lebensweise, Erscheinungs- und Fortpflanzungszeit der einzelnen Arten. IV. Pisces (Fische). In: Arbeiten aus dem Zoologischen Institute der Universität Wien und der Zoologischen Station in Triest. Band 7/2. Alfred Hölder, Wien 1887, S. 445–470 (zobodat.at [PDF]).
- Uebersicht der Fauna des Golfes von Triest nebst Notizen über Vorkommen, Lebensweise, Erscheinungs- und Laichzeit der einzelnen Arten. V. Crustacea. In: Arbeiten aus den Zoologischen Instituten der Universität Wien und der Zoologischen Station in Triest. Band 13. Alfred Hölder, Wien 1902, S. 33–80 (zobodat.at [PDF]).
- Uebersicht der Fauna des Golfes von Triest nebst Notizen über Vorkommen, Lebensweise, Erscheinungs- und Laichzeit der einzelnen Arten. VI. Mollusca. In: Arbeiten aus den Zoologischen Instituten der Universität Wien und der Zoologischen Station in Triest. Band 14. Alfred Hölder, Wien 1902, S. 89–136 (zobodat.at [PDF]).
- Die Apiden-Fauna des österreichischen Küstenlandes. In: Verhandlungen der kaiserlich-königlichen zoologisch-botanischen Gesellschaft in Wien. 52 (Jg. 1902). A. Hölder, Wien 1902, S. 113–135 (zobodat.at [PDF]).
- Übersicht der Fauna des Golfes von Triest neben Notizen über Vorkommen, Erscheinungs- und Laichzeit der einzelnen Arten. VIII. Molluscoidea (Brachiostomata J. V. Crs.). In: Arbeiten aus den Zoologischen Instituten der Universität Wien und der Zoologischen Station in Triest. Band 15/1. Alfred Hölder, Wien 1904, S. 97–112 (zobodat.at [PDF]).
- Übersicht der Fauna des Golfes von Triest neben Notizen über Vorkommen, Erscheinungs- und Laichzeit der einzelnen Arten. X. Vermes. I. Teil. In: Arbeiten aus den Zoologischen Instituten der Universität Wien und der Zoologischen Station in Triest. Band 15/2. Alfred Hölder, Wien 1905, S. 317–332 (zobodat.at [PDF]).
- Über zwei neue Cynips-Arten und deren Gallen. In: Verhandlungen der kaiserlich-königlichen zoologisch-botanischen Gesellschaft in Wien. 55 (Jg. 1905). A. Hölder, Wien 1905, S. 370–373 (zobodat.at [PDF]).
- Beiträge zur Insektenfauna von Tunis. In: Verhandlungen der kaiserlich-königlichen zoologisch-botanischen Gesellschaft in Wien. 56 (Jg. 1906). A. Hölder, Wien 1906, S. 446–471 (zobodat.at [PDF]).